# Bulbostylis nesiotis
Bulbostylis nesiotis là một loài thực vật có hoa trong họ Cói. Loài này được (Hemsl.) C.B.Clarke mô tả khoa học đầu tiên năm 1908.